# Tonina fluviatilis
Tonina fluviatilis är en gräsväxtart som beskrevs av Jean Baptiste Christophe Fusée Aublet. Tonina fluviatilis ingår i släktet Tonina och familjen Eriocaulaceae. Inga underarter finns listade i Catalogue of Life.